# 트렌드 마이크로
트렌드 마이크로(Trend Micro Inc.)는 1988년 미국 로스앤젤레스에서 설립된 글로벌 보안 소프트웨어 기업으로, 글로벌 본사는 일본 도쿄에 위치해 있다. 트렌드 마이크로는 서버, 클라우드 컴퓨팅 환경에 사용되는 보안 소프트웨어를 개발하고 있다. 트렌드 마이크로의 가상화 보안 제품은 VM웨어, 아마존 웹 서비스, 마이크로소프트 애저 등에 클라우드 보안 서비스를 제공하고 있다.

## 같이 보기
- 바이러스 검사 소프트웨어
- 바이러스 검사 소프트웨어 목록

## 참조
1. ↑  Eduard Kovacs (2013년 8월 27일). “Trend Micro Teams Up with VMware Deep Security Integrated with VMware NSX”. 《Softpedia》. 2015년 3월 15일에 확인함.
2. ↑  Ellen Messmer (2014년 6월 25일). “Gartner: Best practices for Amazon AWS security”. 《Network World》. 2015년 3월 15일에 확인함.
3. ↑  Eduard Kovacs (2014년 5월 13일). “Trend Micro and Microsoft Expand Partnership to Provide Security to Azure Customers”. 《Softpedia》. 2015년 3월 15일에 확인함.